# Al Lowe
Al Lowe (Chesterfield, 24 luglio 1946) è un informatico e musicista statunitense.
È noto per il suo lavoro presso la Sierra On-Line e in particolare per lo sviluppo della serie Leisure Suit Larry.
Appassionato anche di musica, suona il sassofono da quando aveva 13 anni, suona in una banda jazz e gestisce un sito Al Lowe's Humor Site e CyberJoke 3000, una mailing list.

## Biografia
Dopo aver svolto l'attività di insegnante di musica nella scuola pubblica statunitense per 15 anni, Lowe decise di diventare programmatore e nel 1982 creò tre videogiochi per Apple II: Dragon's Keep, Bop-A-Bet, e Troll's Tale. Sierra Entertainment comprò i videogiochi e nel 1983 assunse Lowe come programmatore. I primi progetti di Lowe furono Winnie the Pooh in the 100-Acre Woods, Donald Duck's Playground, e The Black Cauldron, tutti basati su proprietà intellettuali della Disney.
Nel 1986 diventò programmatore capo del progetto King's Quest III e Police Quest I oltre a creare diverse musiche per i videogiochi Sierra: e a partire dal 1987 curò lo sviluppo della serie Leisure Suit Larry.
Dopo il successo di Larry, si dedicò ad altri videogiochi come Freddy Pharkas: Frontier Pharmacist e Torin's Passage. Nel 1994 con la sua famiglia si trasferì a Seattle e dal 1998 è in pensione. In un'intervista del 2006 Lowe ha confermato lo sviluppo di un nuovo videogioco chiamato Sam Suede: Undercover Exposure un'avventura grafica sviluppata dalla iBase Entertainment, una società fondata da Lowe con Ken Wegrzyn. Nel dicembre 2006, la iBase Entertainment ha dichiarato cancellato il progetto Sam Suede. In seguito all'abbandono del gioco Lowe ha espresso forti dubbi sul suo effettivo ritorno nel mondo dei videogiochi.